# Ťahanovce

Plaatsbepaling van het stadsdeel Ťahanovce binnen de stad Košice.

Ťahanovce (Hongaars: Hernádtihany) is een stadsdeel van Košice. Het maakt deel uit van het district Košice I.

## Topografie

### Ligging
Ťahanovce ligt op een afstand van 4 kilometer ten noorden van het stadscentrum van Košice op een hoogte van 221 meter boven de zeespiegel.
Het dorp ligt aan de linkeroever van de Hornád, bij de rand van het Košice-bekken en de kruising met het Slowaakse Ertsgebergte. Het heeft een oppervlakte van 7,28 km² (728 ha).

### Straten
De volgende straten liggen geheel of gedeeltelijk in het stadsdeel :
Brusnicová, Jazvečia, Madridská, Magnezitárska, Na hájiku, Na sihoti, Pri Hrušove, Repná, Ťahanovská, Želiarska.

### Waterlopen
- In het westen vloeit de Hornád van noord naar zuid. Deze rivier vormt de grens met het naburige stadsdeel Košice-Sever.
- In het noorden, nabij de grens met het district Košice-okolie, vloeit in bosachtig gebied de Viničný-beek (Viničný potok). Ze mondt uit in de Hornád nabij de noordwestelijke grens.

## Geschiedenis
Ťahanovce was in het verre verleden een oude Hongaarse nederzetting. Ze werd voor het eerst schriftelijk genoemd als Tehan in 1263 en was destijds eigendom van de familie Aba.  Doch de nederzetting is ouder, vermits er vóór 1249 Karpatenduitsers waren gevestigd. In 1355 werd het dorp villa Techan genoemd. 
In de 17e eeuw telde de nederzetting 27 boerderijen en 29 kelderwoningen, waarvan er 11 leeg stonden. In 1772 was het aantal boerderijen gegroeid tot 36 maar het aantal kelderwoningen was geslonken tot 13. 
Samov Borovszky (° 1860 - † 1912) schreef destijds in zijn reeks monografieën over het comitaat Abaúj-Torna:
« Het dorp heeft 1431 inwoners: over het algemeen ontheemde Hongaren. De nieuwe generatie spreekt al Hongaars. Het is de eerste halte van de spoorlijn Kassa-Oderberg. Er is een postkantoor. » 
Vóór 1920 behoorde het dorp tot het Hongarije. Na het einde van de Eerste Wereldoorlog werd de plaats ingevolge de toepassing van het Verdrag van Trianon ingedeeld bij de nieuw opgerichte staat Tsjecho-Slowakije.
De Eerste Weense Arbitrage wees in 1938 het dorp wederom toe aan Hongarije, maar op het einde van de Tweede Wereldoorlog, in 1945, maakte het opnieuw deel uit van Tsjecho-Slowakije.
In 1969 werd de tot dan toe zelfstandige gemeente bij de stad Košice gevoegd.
Anno 2021 telt het stadsdeel ongeveer 2.500 (meestal oudere) inwoners. In tegenstelling tot het naburige stadsdeel Sídlisko Ťahanovce waar van overheidswege hoge flatgebouwen werden opgetrokken, leeft de bevolking hier overwegend in klassieke huizen.

## Evolutie van de naam[3]

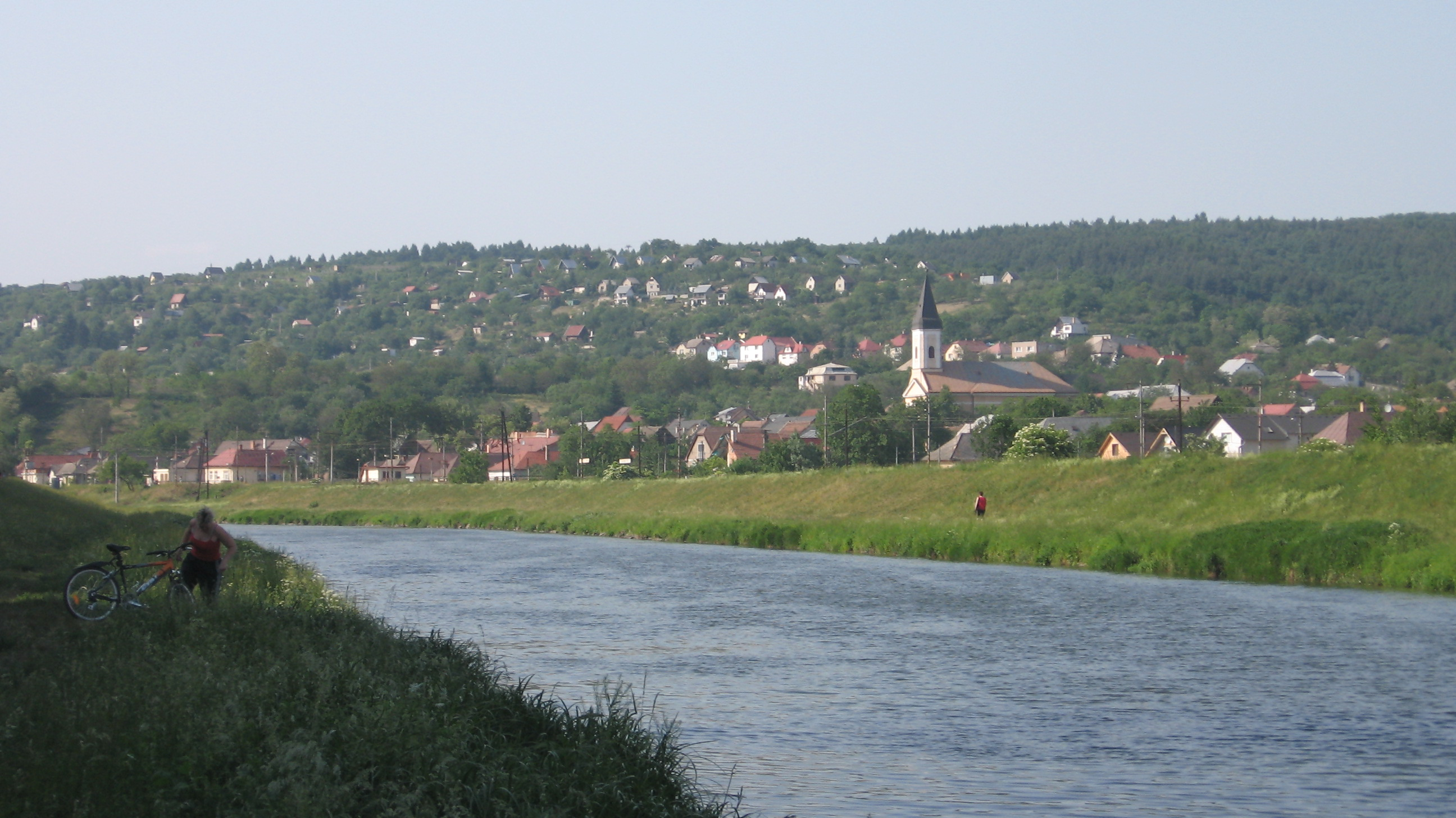
Ťahanovce en de Hornád.

- 1263 - predium Tehan (Latijn: persoonsnaam) [4]
- 1293 - possesio Thehan (Vertaling: "Het bezit van Thehan")
- 1355 - villa Techan
- 1399 - Thehaan
- 1773 - Téhany (Slowaaks), Czahanowcze (Hongaars)
- 1786 - Téhány, Czahanowecz
- 1808 - Tehány, Tahanowce
- 1863 - Tihany
- 1873 - Tihány
- 1888 - Abaújtihány
- 1892 - Tihany
- 1907 - Hernádtihany
- 1920 - Ťahanovce
- 1938- 1945 Hernádtihany
- 1945 - Ťahanovce

## Bevolking
| Jaar | Inwoners | Etnische groep       |
| ---- | -------- | -------------------- |
| 1828 | 878      |                      |
| 1910 | 1.668    | Overwegend: Slowaaks |
| 2008 | 2.088    |                      |
| 2009 | 2.117    |                      |
| 2011 | 2.406    | 1.806 Slowaken       |
| 2013 | 2.456    |                      |
| 2017 | 2.529    |                      |
| 2019 | 2.532    |                      |
| 2020 | 2.538    |                      |

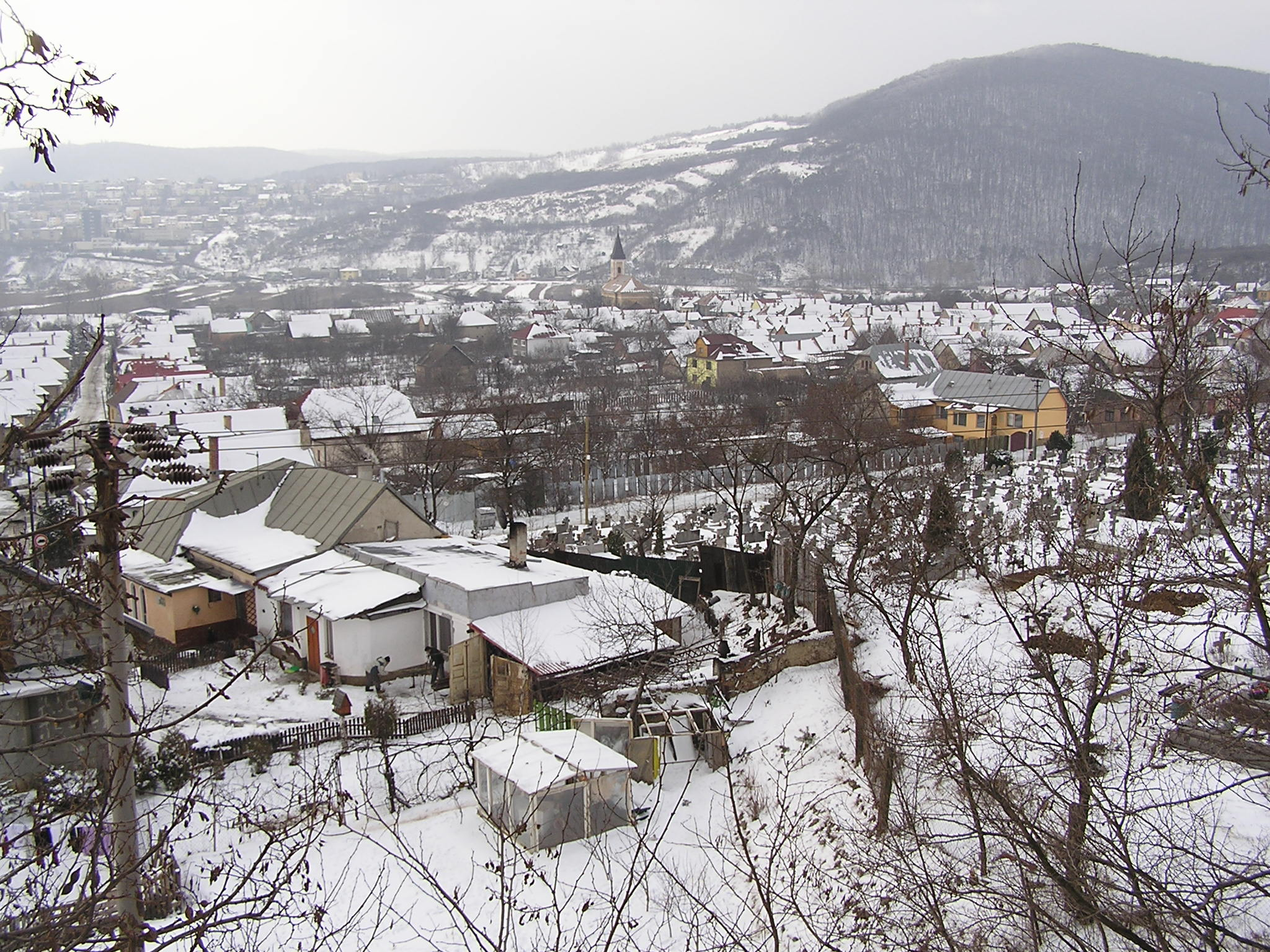
Ťahanovce in de winter.

Anno 2020 bedroeg de bevolkingsdichtheid 349 inwoners per vierkante kilometer.

## Bezienswaardigheden

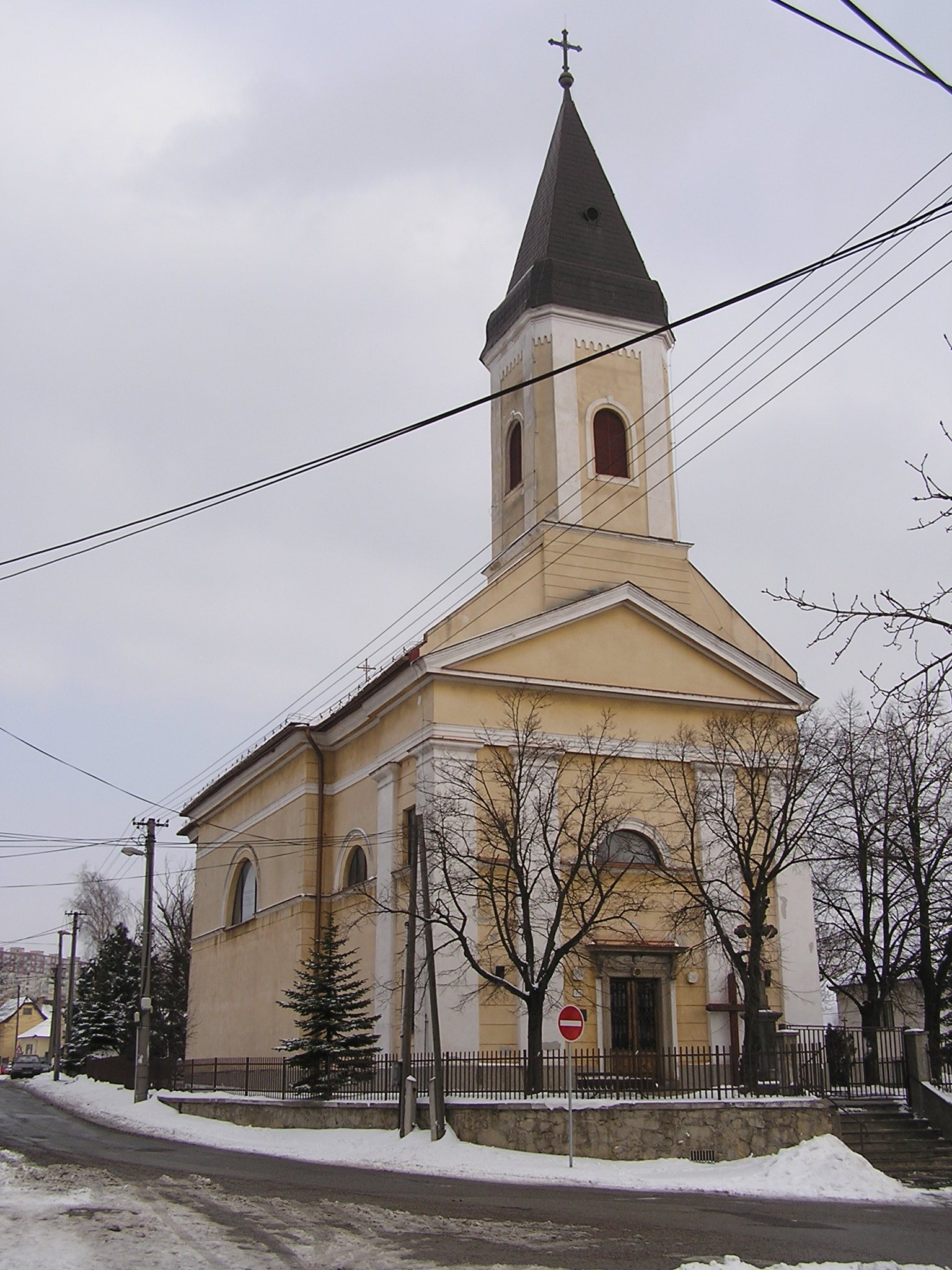
Sint-Annakerk, gebouwd in 1850.

- Sint-Annakerk (Slowaaks: Kostol Svätá Anny), gebouwd in 1850 in classicistische stijl. [1]
- Kapel van Johannes Nepomucenus, daterende van 1913. [1]
- Begraafplaats met historisch kruis. [3]
- Watersportgebied. Ťahanovce is een populaire excursiebestemming met roeicomplex. [1]

## Openbaar vervoer

### Trein
Station Ťahanovce  (Slowaaks: "Železničná zastávka Ťahanovce") ligt dicht bij het dorpscentrum, aan de Hornád, de ulica Ťahanovská en de ulica Na Sihoti.
Anno 2021 zijn er op werkdagen en op zaterdag overdag twee treinen per uur naar Košice. Op zon- en feestdagen rijdt er ongeveer een trein per uur.
In het station van Košice zijn er verscheidene aansluitingen naar bestemmingen in binnen- en buitenland.

### Autobus
De volgende buslijnen verzekeren het vervoer in Ťahanovce: 10, 14, 18, 25, 27, 36, 56, RA5, RA8 en N1.

## Illustraties

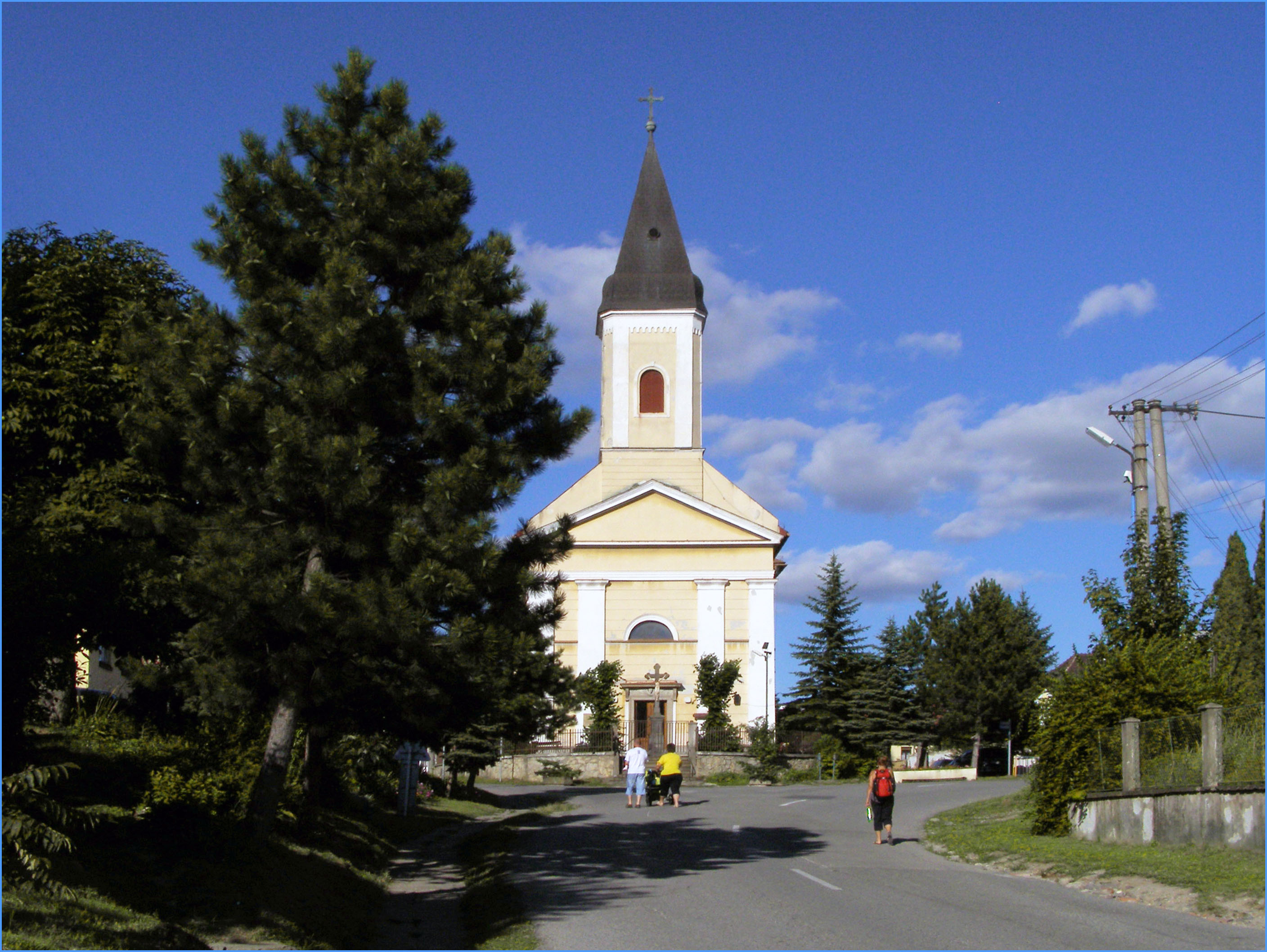
Sint-Annakerk (vooraanzicht).
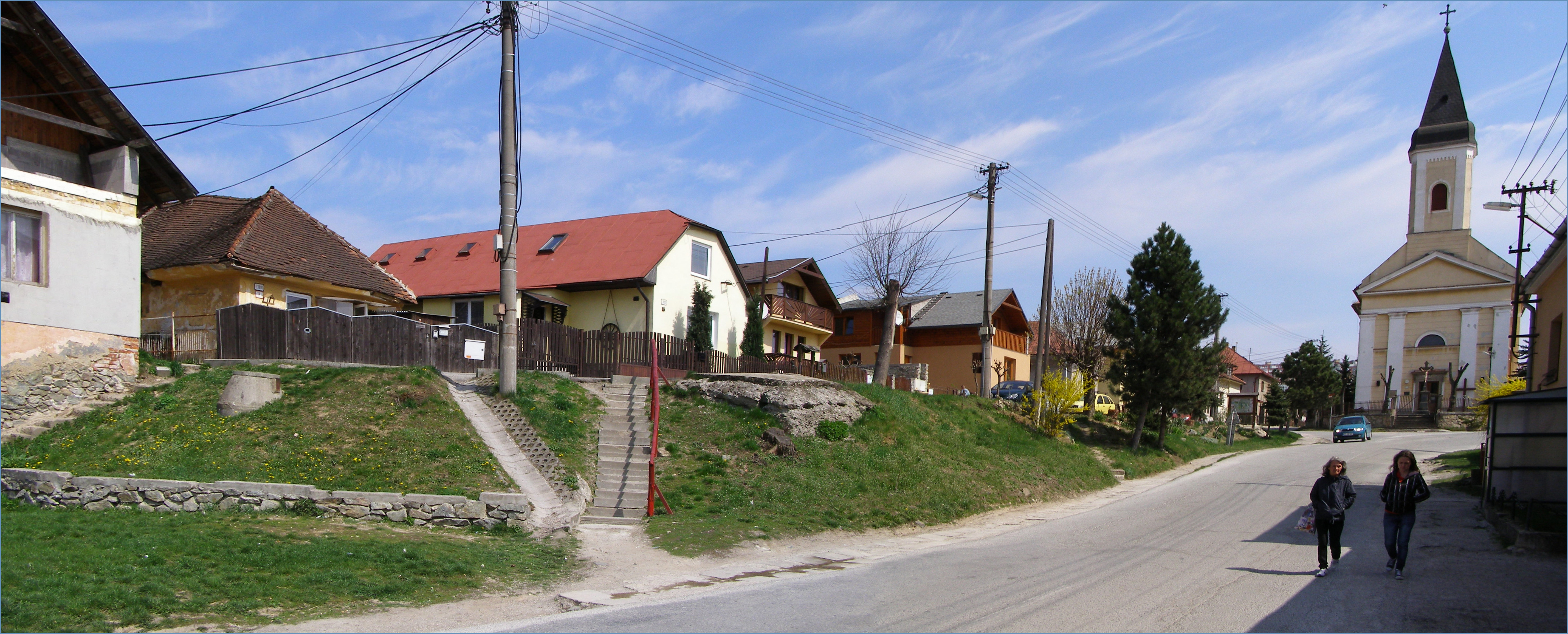
Sint-Annakerk en straatzicht.
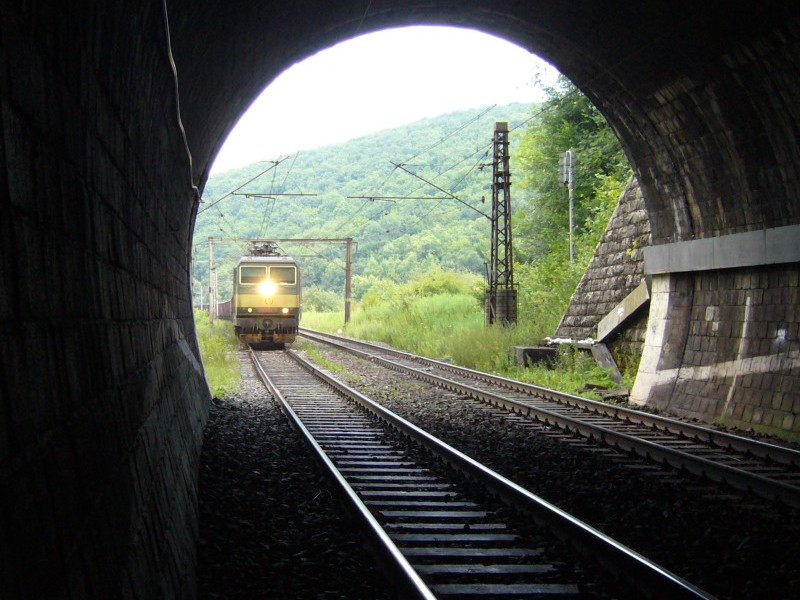
Spoorwegtunnel in het noorden van het dorp.
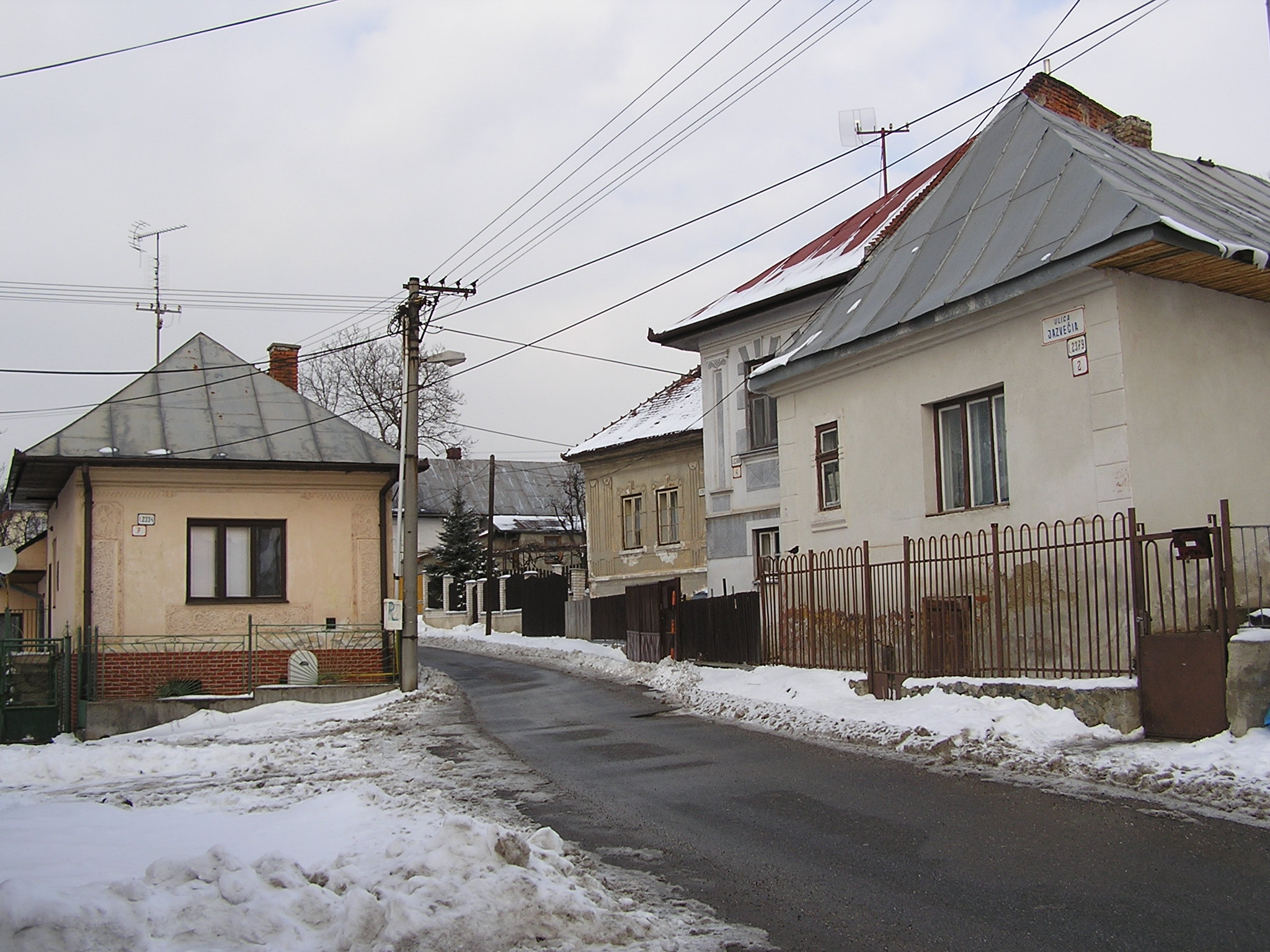
Klassieke huizenbouw.